# Elmo (postać fikcyjna)
Elmo – bohater fikcyjny, który światową sławę zyskał dzięki serialowi Ulica Sezamkowa, którego jest głównym bohaterem. Elmo to kukiełka typu muppet pokryta czerwonym futrem. Mówi charakterystycznym piskliwym głosem, który nadał mu dawny wykonawca tej roli – Kevin Clash. Obecnie w rolę Elmo wciela się Ryan Dillon.

## Opis
Elmo to muppet pokryty czerwonym futrem. Mu dużą owalną głowę, kartoflowaty pomarańczowy nos i parę wyłupiastych oczu. Mówi charakterystycznym piskliwym głosem, któremu zawdzięcza swoją popularność. Jest beztroskim, radosnym, ciekawym świata potworem mieszkającym przy ulicy Sezamkowej. Mówiąc zawsze posługuje się trzecią osobą (np. Elmo się cieszy! zamiast Cieszę się!). Ma 3 lata, a jego urodziny datuje się na 3 lutego. Posiada ojca Louie’ego, matkę Mae oraz młodszą siostrą Daisy.
Elmo to kukiełka typu rod hand puppet, co oznacza, że do kontrolowania ruchów jego rąk używane są przymocowane do jego dłoni pręty z rączkami do trzymania na końcówkach. Obecnie używana lalka Elmo ma 61 centymetrów wysokości. Pierwszy Elmo różnił się budową od obecnego. Był zauważalnie mniejszy, miał bardziej okrągłą głowę, tekstura jego futra była bardziej gładka, odznaczał się również prostszą budową tułowia.
Początkowo bezimiennej kukiełki później znanej jako Elmo używano w epizodycznych rolach potworów, które grali różni lalkarze. Kiedy twórcy serialu zdecydowali się rozwinąć postać czerwonego potwora, jego rolę na stałe otrzymał Brian Muehl, który wkrótce opuścił ekipę odpowiedzialną za muppety. Rolę przejął Richard Hunt, któremu wykonywanie głosu Elmo sprawiało trudności. Pewnego dnia rzucił kukiełką w stronę Kevina Clasha, który złapał Elmo w powietrzu, i powiedział Give this a voice, Clash (pol. Daj temu głos, Clash.) Clash nadał bohaterowi charakterystyczny piskliwy głos, który sprawił, że dzisiaj Elmo jest rozpoznawalny na całym świecie i uważany za głównego bohatera Ulicy Sezamkowej. W 2012 roku w wyniku kontrowersji związanych z jego osobą, Clash opuścił Ulicę Sezamkową, a rolę Elmo przejął Ryan Dillon.

## Kontrowersje
Elmo wielokrotnie oskarżany był o kaleczenie języka angielskiego i nauczanie dzieci niepoprawnej gramatyki poprzez wypowiedzi wyłącznie w trzeciej osobie. Produkcja Ulicy Sezamkowej tłumaczyła, że Elmo nie posiada umiejętności posługiwania się poprawną angielszczyzną, ponieważ reprezentuje dzieci w wieku ok. 3 lat.
W 2011 roku do gościnnego udziału w Ulicy Sezamkowej zaproszono wokalistkę Katy Perry. Scena, w której artystka występuje u boku Elmo spotkała się z negatywnym odbiorem wśród rodziców dzieci oglądających program. Ich zdaniem gwiazda była zbyt skąpo ubrana jak na program dla dzieci. Ostatecznie scena ta nie znalazła się w odcinku.

## Upamiętnienie
W 2013 roku odbudowana w 1984 roku kukiełka Elmo została przekazana przez rodzinę Jima Hensona (twórcy muppetów) Narodowemu Muzeum Historii Amerykańskiej w Instytucie Smithsonian. Znajduje się tam na wystawie wraz z 19 innymi muppetami, w tym Erniem i Bertem, prototypem Grovera, Ciasteczkowym Potworem, Panną Piggy, misiem Fozzie czy oryginalną kukiełką żaby Kermita z 1955 roku.

## Polska
Polskim głosem Elmo przemówił po raz pierwszy w 1997 roku w polskiej adaptacji Ulicy Sezamkowej produkowanej przez TVP. Nadano mu polskie imię – Bodzio, a głosu potworowi użyczała Lucyna Malec. 
W 2005 roku nadawca Canal+ zakupił prawa do emisji serialu Świat Elmo (ang. Elmo’s World) dla kanału MiniMini (obecnie MiniMini+). W jego spolszczonej wersji rolę Elmo kreował Tomasz Bednarek, który podkładał mu głos także w innych związanych z Ulicą Sezamkową serialach i filmach, do których wykonanie polskiego dubbingu było zlecane przez MiniMini. 
W 2015 roku na polskiej antenie brytyjskiego kanału CBeebies zadebiutowała amerykańsko-brytyjska koprodukcja Hotel Furchester (ang. The Furchester Hotel). W polskim dubbingu do tego serialu w roli Elmo obsadzono Pawła Mielewczyka.
W polskiej wersji serialu animowanego Mecha Builders emitowanego od 2024 roku na kanale MiniMini+ głosu postaci animowanej Mecha Elmo użycza Michał Głowacki.